# SaarLorLux Open
SaarLorLux Open, wcześniej znany jako BMW Badminton Cup, BMW Open, Bitburger Masters i Bitburger Open – międzynarodowy turniej badmintona rozgrywany w Saarbrücken, stolicy kraju związkowego Saara w Niemczech od 1987 roku. Sponsorami tej imprezy są niemiecki browar Bitburger i niemiecki koncern motoryzacyjny BMW.
Od 2018 roku turniej ten jest częścią cyklu BWF World Tour (BWF Tour Super 100).

## Zwycięzcy
Lista zwycięzców opracowana zgodnie z:
| Rok  | Turniej singlowy mężczyzn | Turniej singlowy kobiet | Turniej deblowy mężczyzn                 | Turniej deblowy kobiet                      | Turniej par mieszanych                      |
| ---- | ------------------------- | ----------------------- | ---------------------------------------- | ------------------------------------------- | ------------------------------------------- |
| 1988 | Kim Brodersen             | Katrin Schmidt          | Markus Keck Robert Neumann               | Katrin Schmidt Nicole Baldewein             | Markus Keck Katrin Schmidt                  |
| 1989 | Michael Søgaard           | Katrin Schmidt          | Stefan Frey Robert Neumann               | Birgitta Lehnert Monica Halim               | Jin Chen Katrin Schmidt                     |
| 1990 | Jens Peter Nierhoff       | Katrin Schmidt          | Jens Peter Nierhoff Michael Søgaard      | Heidi Krickhaus Petra Dieris-Wierichs       | Jin Chen Katrin Schmidt                     |
| 1991 | Yoseph Phoa               | Margit Borg             | Michael Helber Markus Keck               | Kerstin Weinbörnert Karen Stechmann         | Jin Chen Cheng Yan                          |
| 1992 | Marek Bujak               | Nicole Baldewein        | Michael Keck Uwe Ossenbrink              | Nicole Baldewein Anne-Katrin Seid           | Michael Keck Karen Stechmann                |
| 1993 | Hargiono                  | Heidi Dössing           | Yoseph Phoa Iguh Donolego                | Katrin Schmidt Kerstin Ubben                | Michael Keck Karen Stechmann                |
| 1994 | Hargiono                  | Irena Serwa             | Dharma Gunawi Li Ang                     | Katrin Schmidt Kerstin Ubben                | Michael Keck Karen Stechmann                |
| 1995 | Hargiono                  | Monique Hoogland        | Michael Helber Michael Keck              | Katrin Schmidt Kerstin Ubben                | Stephan Kuhl Nicole Pitro                   |
| 1996 | Peter Gade                | Camilla Martin          | Jesper Larsen Jens Eriksen               | Rikke Olsen Helene Kirkegaard               | Jens Eriksen Marlene Thomsen                |
| 1997 | Chris Bruil               | Tine Baun               | Martin Lundgaard Hansen Janek Roos       | Tine Baun Ann-Lou Jørgensen                 | Janek Roos Ann-Lou Jørgensen                |
| 1998 | Yong Yudianto             | Karolina Ericsson       | Michael Keck Christian Mohr              | Erica van den Heuvel Judith Meulendijks     | Michael Keck Nicol Pitro                    |
| 1999 | Oliver Pongratz           | Zheng Yaqiong           | Quinten van Dalm Dennis Lens             | Britta Andersen Lene Mørk                   | Chris Bruil Erica van den Heuvel            |
| 2000 | Xie Yangchun              | Xu Huaiwen              | Michael Søgaard Joachim Fischer Nielsen  | Claudia Vogelgsang Xu Huaiwen               | Michael Keck Erica van den Heuvel           |
| 2001 | Niels Christian Kaldau    | Pi Hongyan              | Michael Søgaard Michael Lamp             | Neli Botewa Ołena Nozdrań                   | Chris Bruil Lotte Bruil-Jonathans           |
| 2002 | Chen Gang                 | Pi Hongyan              | Simon Archer Flandy Limpele              | Mia Audina Lotte Bruil-Jonathans            | Nathan Robertson Gail Emms                  |
| 2003 | Dicky Palyama             | Xu Huaiwen              | Michał Łogosz Robert Mateusiak           | Nicole Grether Juliane Schenk               | Fredrik Bergström Johanna Persson           |
| 2004 | Niels Christian Kaldau    | Xu Huaiwen              | Simon Archer Anthony Clark               | Kamila Augustyn Nadieżda Zięba              | Rasmus Mangor Andersen Britta Andersen      |
| 2005 | Kasper Ødum               | Xu Huaiwen              | Tony Gunawan Halim Haryanto              | Nicole Grether Juliane Schenk               | Władysław Drużczenko Johanna Persson        |
| 2006 | Ronald Susilo             | Xu Huaiwen              | Michał Łogosz Robert Mateusiak           | Jiang Yanmei Li Yujia                       | Robert Mateusiak Nadieżda Zięba             |
| 2007 | Lü Yi                     | Wang Yihan              | Mathias Boe Carsten Mogensen             | Yang Wei Zhang Jiewen                       | Kristof Hopp Birgit Overzier                |
| 2008 | Chetan Anand              | Maria Febe Kusumastuti  | Mathias Boe Carsten Mogensen             | Helle Nielsen Marie Roepke                  | Diju Valiyaveetil Jwala Gutta               |
| 2009 | Jan Ø. Jørgensen          | Juliane Schenk          | Rupesh Kumar Sanave Thomas               | Helle Nielsen Marie Roepke                  | Mikkel Delbo Larsen Mie Schjoett-Kristensen |
| 2010 | Chen Long                 | Liu Xin                 | Mathias Boe Carsten Mogensen             | Pan Pan Tian Qing                           | Zhang Nan Zhao Yunlei                       |
| 2011 | Hans-Kristian Vittinghus  | Li Xuerui               | Bodin Issara Maneepong Jongjit           | Mizuki Fujii Reika Kakiiwa                  | Chan Peng Soon Goh Liu Ying                 |
| 2012 | Chou Tien-chen            | Juliane Schenk          | Ingo Kindervater Johannes Schoettler     | Wang Rong Zhang Zhibo                       | Anders Kristiansen Julie Houmann            |
| 2013 | Chou Tien-chen            | Nichaon Jindapol        | Mads Conrad-Petersen Mads Pieler Kolding | Eefje Muskens Selena Piek                   | Michael Fuchs Birgit Michels                |
| 2014 | Chou Tien-chen            | Sun Yu                  | Wang Yilu Zhang Wen                      | Ou Dongni Yu Xiaohan                        | Zheng Siwei Chen Qingchen                   |
| 2015 | Ng Ka Long                | Akane Yamaguchi         | Mads Conrad-Petersen Mads Pieler Kolding | Tang Yuanting Yu Yang                       | Robert Mateusiak Nadieżda Zięba             |
| 2016 | Shi Yuqi                  | He Bingjiao             | Ong Yew Sin Teo Ee Yi                    | Chen Qingchen Jia Yifan                     | Zheng Siwei Chen Qingchen                   |
| 2017 | Rasmus Gemke              | Nitchaon Jindapol       | Kim Astrup Anders Skaarup Rasmussen      | Jongkolphan Kititharakul Rawinda Prajongjai | He Jiting Du Yue                            |
| 2018 | Subhankar Dey             | Cai Yanyan              | Marcus Ellis Chris Langridge             | Gabriela Stojewa Stefani Stojewa            | Marcus Ellis Lauren Smith                   |
| 2019 | Lakshya Sen               | Li Yun                  | Di Zijian Wang Chang                     | Liu Xuanxuan Xia Yuting                     | Guo Xinwa Zhang Shuxian                     |

## Występy według krajów
| Lp    | Kraj              | Single mężczyzn | Single kobiet | Deble mężczyzn | Deble kobiet | Pary mieszane | Ogółem |
| ----- | ----------------- | --------------- | ------------- | -------------- | ------------ | ------------- | ------ |
| 1     | Niemcy            | 4               | 11            | 7              | 10.5         | 8.5           | 41     |
| 2     | Dania             | 10              | 3             | 11             | 5            | 6             | 35     |
| 3     | Chiny             | 4               | 8             | 2.5            | 6            | 7             | 27.5   |
| 4     | Holandia          | 2               | 1             | 1              | 3            | 2.5           | 9.5    |
| 5     | Indonezja         | 4               | 1             | 2              | 0.5          |               | 7.5    |
| 6     | Indie             | 3               |               | 1              |              | 1             | 5      |
| 6     | Polska            |                 |               | 2              | 1            | 2             | 5      |
| 8     | Anglia            |                 |               | 2.5            |              | 2             | 4.5    |
| 9     | Tajlandia         |                 | 2             | 1              | 1            |               | 4      |
| 10    | Szwecja           |                 | 2             |                |              | 1.5           | 3.5    |
| 11    | Chińskie Tajpej   | 3               |               |                |              |               | 3      |
| 12    | Francja           |                 | 2             |                |              |               | 2      |
| 12    | Japonia           |                 | 1             |                | 1            |               | 2      |
| 12    | Malezja           |                 |               | 1              |              | 1             | 2      |
| 12    | Singapur          | 1               |               |                | 1            |               | 2      |
| 16    | Bułgaria          |                 |               |                | 1.5          |               | 1.5    |
| 17    | Hongkong          | 1               |               |                |              |               | 1      |
| 17    | Makau             |                 |               |                | 1            |               | 1      |
| 17    | Rosja             |                 | 1             |                |              |               | 1      |
| 17    | Ukraina           |                 |               |                | 0.5          | 0.5           | 1      |
| 17    | Stany Zjednoczone |                 |               | 1              |              |               | 1      |
| Razem | Razem             | 32              | 32            | 32             | 32           | 32            | 160    |